# تاتوبیتی
تاتوبیتی (به چکی: Tatobity) یک منطقهٔ مسکونی در جمهوری چک است که در ناحیه سمیلی واقع شده‌است. تاتوبیتی ۵۵۵ نفر جمعیت دارد و ۳۹۸ متر بالاتر از سطح دریا واقع شده‌است.